# Liste der Kulturdenkmäler in Frankfurt-Gutleutviertel
In der Liste der Kulturdenkmäler in Frankfurt-Gutleutviertel sind alle Kulturdenkmäler im Sinne des Hessischen Denkmalschutzgesetzes in Frankfurt-Gutleutviertel, einem Stadtteil von Frankfurt am Main aufgelistet.
Grundlage ist die Denkmaltopographie aus dem Jahre 1994, die zuletzt 2000 durch einen Nachtragsband ergänzt wurde. In der Denkmaltopographie überwiegend abgekürzte Namen von Architekten, Baumeistern und Künstlern sind, soweit möglich, nach der unter dem Abschnitt Werke zu Architekten und Künstlern genannten Literatur aufgelöst.

## Kulturdenkmäler in Frankfurt-Gutleutviertel
| Bild                                                                   | Bezeichnung                   | Lage                                             | Beschreibung | Bauzeit                                                                                 | Daten |
| ---------------------------------------------------------------------- | ----------------------------- | ------------------------------------------------ | --- | --------------------------------------------------------------------------------------- | ----- |
| Baseler Platz 1                                                        |                               | Baseler Platz 1 Lage                             | Mietshaus in prominenter Eckposition mit symmetrischen Steinfassaden der Neurenaissance. | 1890                                                                                    |       |
| Baseler Platz 2                                                        |                               | Baseler Platz 2 Lage                             | Mietshaus für den Baustoffhändler Simon Wenk nach Entwurf von Oswald Bauch identisch zu Untermainkai 84 als Kopfbau der Neurenaissance mit Kuppelerker. | 1894                                                                                    |       |
| Baseler Straße 27                                                      | Haus Bender & Gattmann        | Baseler Straße 27 Lage                           | Geschäftshaus für die Deutschen Kleiderwerke nach Entwurf von Josef Rindsfüßer & Martin Kühn hinter großzügig proportionierter Steinfassade der Neurenaissance. | 1898                                                                                    |       |
| Hotel Hospiz Baseler Hof                                               | Hotel Hospiz Baseler Hof      | Gutleutstraße 74 (= Wiesenhüttenplatz 25) Lage   | siehe 1=Wiesenhüttenplatz 25. | 1907/1908 (Kernbau) / 1976 (Integration in einen Neubau von Novotny Mähner Assoziierte) |       |
| Gutleutstraße 92 (Karlsruher Straße 1)                                 |                               | Gutleutstraße 92 (= Karlsruher Straße 1) Lage    | Mietshaus mit eckbetonendem Dach, hellen Sandsteinfronten und reicher Bauplastik in Formen von Neurenaissance und Jugendstil. | 1903                                                                                    |       |
| Gutleutstraße 94/96                                                    |                               | Gutleutstraße 94/96 Lage                         | Doppelhaus für den Bauunternehmer Ludwig Kopf nach Entwurf von Heinrich Bechthold, errichtet von der Baufirma des Bauunternehmers Ludwig Kopf mit heller Sandsteinfassade und Jugendstilreliefs. | 1903                                                                                    |       |
| Gutleutstraße 98/100                                                   |                               | Gutleutstraße 98/100 Lage                        | Doppelhaus für den Bauunternehmer Ludwig Kopf nach Entwurf von Heinrich Bechthold, errichtet von der Baufirma des Bauunternehmers Ludwig Kopf mit Fassadengliederung und -dekor aus rotem Sandstein. | 1903                                                                                    |       |
| Gutleutstraße 102 (Stuttgarter Straße 16)                              |                               | Gutleutstraße 102 (= Stuttgarter Straße 16) Lage | Mietshaus für Ludwig Kopf und dessen Bauunternehmen nach Entwurf von Heinrich Bechthold mit Eckkuppel und steinernen Zierfassaden in Formen des Jugendstils. | 1903                                                                                    |       |
| Gutleutstraße 112-116 (Gutleutkaserne)                                 | Gutleutkaserne                | Gutleutstraße 112–116 Lage                       | Kopfbau einer Infanteriekaserne für das Infanterie-Regiment Landgraf Friedrich I. von Hessen-Cassel (1. Kurhessisches) Nr. 81 nach Entwurf der preußischen Garnisonsbaumeister F. Bruhn und Johann Wilhelm Adolf Karl Zacharias als Teil eines ursprünglich 42.600 m² großen Baukomplexes. Langgestreckter Klinkerbau, durch Türme symmetrisch rhythmisiert, mit neoromanischer Bauplastik aus rotem Sandstein; über der Einfahrt romanisierender Betsaal. Abbruch der rückwärtigen Bauteile zugunsten des Neubaus des Finanzamtes Frankfurt am Main bei gleichzeitiger Sanierung des verbliebenen Kopfbaus. | 1877–1879 (Kernbau) / 1984–86 (Abbruch und Sanierung)                                   |       |
| Gutleutstraße 149                                                      |                               | Gutleutstraße 149 Lage                           | Miets- und Geschäftshaus für die Baufirma Franz Arnold & Söhne nach Entwurf von Franz Arnold, errichtet durch die Baufirma Franz Arnold & Söhne in repräsentablen Formen der Neurenaissance. | 1876                                                                                    |       |
| Gutleutstraße 151/153                                                  |                               | Gutleutstraße 151/153 Lage                       | Miets- und Geschäftshaus für die Baufirma Franz Arnold & Söhne nach Entwurf von Franz Arnold, errichtet durch die Baufirma Franz Arnold & Söhne in repräsentablen Formen der Neurenaissance; Fassaden in rotem Sandstein mit Ladenarkaden, Sgraffitofries aus Ornamentgrotesken und hohem Ziergiebel. | 1879                                                                                    |       |
| Gutleutstraße 155                                                      |                               | Gutleutstraße 155 Lage                           | Mietshäuser für die Baufirma Franz Arnold & Söhne nach Entwurf von Franz Arnold, errichtet durch die Baufirma Franz Arnold & Söhne mit neobarocker Stilfassade aus rotem Sandstein. | 1895                                                                                    |       |
| Gutleutstraße 157                                                      |                               | Gutleutstraße 157 Lage                           | Mietshäuser für die Baufirma Franz Arnold & Söhne nach Entwurf von Franz Arnold, errichtet durch die Baufirma Franz Arnold & Söhne mit neobarocker Stilfassade aus rotem Sandstein; Ziergiebel an Gutleutstraße 157 erhalten. | 1895                                                                                    |       |
| Städtisches Elektrizitätswerk (Gutleutstraße 280)                      | Städtisches Elektrizitätswerk | Gutleutstraße 280 Lage                           | Komplex aus Magazinen, Werkstätten und Prüfamt nach Entwurf von Adolf Meyer im Rahmen des Projekts Neues Frankfurt. Verwaltungstrakt an der Gutleutstraße in Formen der frühen Moderne, rückwärtiger Montagehof von Flachkuppel in Stahlbeton überspannt – seinerzeit mit 26 m Spannweite bei 4 cm Wandstärke bautechnisch bemerkenswerte Konstruktion. Werkstatt- bzw. Lagerräume unter Segmentbogendächern; Kabellagerplatz. Sämtliche Gebäude in Eisenbeton auf einheitlichem Raster. | 1928/1929                                                                               |       |
| Karlsruher Straße 1 (Gutleutstraße 92)                                 |                               | Karlsruher Straße 1 (= Gutleutstraße 92) Lage    | siehe 1=Gutleutstraße 92. | 1903                                                                                    |       |
| Karlsruher Straße 3/5)                                                 |                               | Karlsruher Straße 3/5 Lage                       | Doppelhaus mit reich reliefierter Neurenaissancefassade aus gelblichem Sandstein. | 1902                                                                                    |       |
| Mannheimer Straße 11 (Hotel Monopol)                                   | Hotel Monopol-Metropole       | Mannheimer Straße 11–13 Lage                     | Hotelbau für den Bauunternehmer Jakob Carl Junior nach Entwurf von Jakob Carl Junior, errichtet durch Baufirma seines Brudes Adolf Junior mit nobler Steinfassade des Neoklassizismus; über dem Erdgeschoss Kopfkonsolen. Wohl nach Kriegsschäden Dach als Staffelgeschoss wiedererrichtet, ursprünglich Mansarddach mit vier großen Gauben oberhalb der Fassadenachsen bzw. turmartigem, säulenflankiertem Aufbau oberhalb des Erkers. | 1905                                                                                    |       |
| Ehemaliges Druckwasserwerk (Speicherstraße)                            | Ehemaliges Druckwasserwerk    | Speicherstraße Lage                              | Maschinenhaus. | 1898                                                                                    |       |
| Stuttgarter Straße 16 (Gutleutstraße 102)                              |                               | Stuttgarter Straße 16 (= Gutleutstraße 102) Lage | siehe 1=Gutleutstraße 102. | 1903                                                                                    |       |
| Stuttgarter Straße 18                                                  |                               | Stuttgarter Straße 18 Lage                       | Mietshaus für Ludwig Kopf und dessen Bauunternehmen nach Entwurf von Heinrich Bechtold mit Jugendstilfassade aus gelbem Sandstein. | 1903                                                                                    |       |
| Stuttgarter Straße 25-29                                               |                               | Stuttgarter Straße 25–29 Lage                    | Geschäftshaus auf U-förmigem Grundriss mit großzügig durchfensterter Neurenaissancefassade aus hellem Sandstein; als Bauplastik Kopfreliefs und Putten. | 1899                                                                                    |       |
| Untermainkai 64 (Wiesenhüttenstraße 1, Villa Neher)                    | Villa Neher                   | Untermainkai 64 (= Wiesenhüttenstraße 1) Lage    | Wohnhaus für Ludwig Neher nach Entwurf von Ludwig Neher; übergiebelte Fassaden aus hellem Sandstein in Stilformen aus Neogotik und Neurenaissance, Innenräume mit reicher Ausstattung des Historismus (v. a. im Erdgeschoss); ursprüngliches Vordach und Einfriedung. | 1898                                                                                    |       |
| Untermainkai 84                                                        |                               | Untermainkai 84 Lage                             | Mietshaus für den Baustoffhändler Simon Wenk nach Entwurf von Oswald Bauch identisch zu Baseler Platz 2 als Kopfbau der Neurenaissance mit Kuppelerker. | 1894                                                                                    |       |
| Hotel Hospiz Baseler Hof                                               | Hotel Hospiz Baseler Hof      | Wiesenhüttenplatz 25 (= Gutleutstraße 74) Lage   | Mittelrisalit eines Hotels für die im Hotelbetrieb tätige Familie des Bauunternehmens Heunisch nach Entwurf von Valentin Heunisch und Friedrich Weil (einem Neubau integriert). | 1907/1908 (Kernbau) / 1976 (Integration in Neubau)                                      |       |
| Villa Kleyer                                                           | Villa Kleyer                  | Wiesenhüttenplatz 33 Lage                        | Fabrikantenvilla für Heinrich Kleyer (Eigentümer der Adlerwerke) nach Entwurf von Heinrich Theodor Schmidt in aufwändigen Formen des Neobarock; Fassaden aus rötlichem Sandstein mit z. T. figürlicher Bauplastik; großes Treppenhaus, originale Interieurs in Resten. Wohl nach Kriegsschäden Dach (Walm- statt ursprünglichem Mansarddach) und Plastik der Aufbauten (v. a. turmartige Auslucht mit dem Haupteingang) vereinfacht. | 1892                                                                                    |       |
| Wiesenhüttenstraße 1 (Untermainkai 64, Villa Neher)                    | Villa Neher                   | Wiesenhüttenstraße 1 (= Untermainkai 64) Lage    | siehe 1=Untermainkai 64. | 1898                                                                                    |       |
| Wiesenhüttenstraße 11 (Villa Meister)                                  | Villa Meister                 | Wiesenhüttenstraße 11 Lage                       | Villa für die Baufirma Philipp Holzmann (noch im gleichen Jahr von Hermann Meister erworben) nach Entwurf von Adolf Haenle in neobarocken Formen, großzügiges Treppenhaus. | 1894                                                                                    |       |
| Wilhelm-Leuschner-Straße 65                                            | Villa Metzler                 | Wilhelm-Leuschner-Straße 65 Lage                 | Villa für die Baufirma Philipp Holzmann nach Entwurf von Adolf Haenle in neobarocken Formen. | 1897                                                                                    |       |
| Wilhelm-Leuschner-Straße 75 (Gewerkschaftshaus vor IG-Metall-Hochhaus) | Gewerkschaftshaus             | Wilhelm-Leuschner-Straße 75 Lage                 | Verwaltungs- und Tagungsgebäude für den Allgemeinen Deutschen Gewerkschaftsbund nach Entwurf von Max Taut & Franz Hoffmann auf T-förmigem Grundriss; 11-geschossig im Stil der frühen Moderne, frühestes Beispiel einer Betonskelettkonstruktion in Frankfurt am Main. | 1930/1931                                                                               |       |

### Denkmaltopographien, Inventare und ähnliche Nachschlagewerke
- Heike Kaiser: Denkmaltopographie Stadt Frankfurt am Main. Nachträge. Limitierte Sonderauflage. Henrich, Frankfurt am Main 2000 (Materialien zum Denkmalschutz in Frankfurt am Main 1).
- Heinz Schomann, Volker Rödel, Heike Kaiser: Denkmaltopographie Stadt Frankfurt am Main. Überarbeitete 2. Auflage, limitierte Sonderauflage aus Anlass der 1200-Jahr-Feier der Stadt Frankfurt am Main. Societäts-Verlag, Frankfurt am Main 1994, ISBN 3-7973-0576-1 (Materialien zum Denkmalschutz in Frankfurt am Main 1), S. 91, 98–100, 129–131, 133, 537–541.

### Werke zu Architekten und Künstlern
- Thomas Zeller: Die Architekten und ihre Bautätigkeit in Frankfurt am Main in der Zeit von 1870 bis 1950. Henrich, Frankfurt am Main 2004, ISBN 3-921606-51-9.